# كلو موس
كلو موس (بالإنجليزية: Chloe Moss)‏ هي كاتِبة وكاتبة مسرحية بريطانية، ولدت في 1976 في ليفربول في المملكة المتحدة.

## وصلات خارجية
- كلو موس على موقع IMDb (الإنجليزية)
- كلو موس على موقع ميوزك برينز (الإنجليزية)